# Vladimír Úlehla

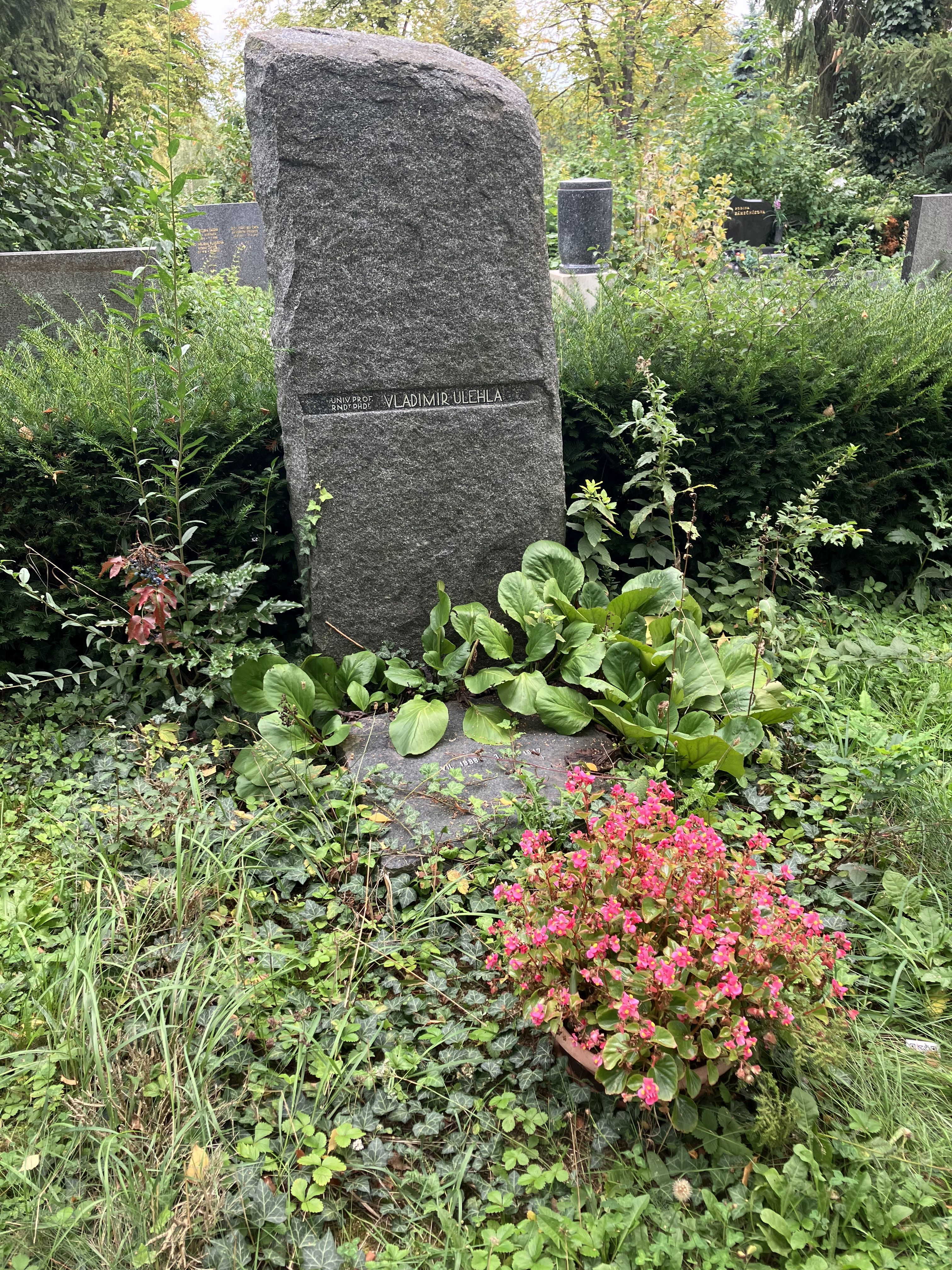
Hrob Vladimíra Úlehly

Vladimír Úlehla (16. července 1888, Vídeň – 3. července 1947, Brno) byl moravský spisovatel, fyziolog rostlin, ekolog, etnograf a filozof.

## Život
Narodil se v rodině  ředitele školy v Čejči Josefa Úlehly (1852–1933) a Emmy (1853–1919), rozené Schmidtové. Měl bratra Miloslava (1890–1965). 
Vystudoval gymnázium ve Strážnici a poté Filozofickou fakultu na Univerzitě Karlově, kde promoval v roce 1918. 
Po roce 1918 pracoval na nově založené Masarykově univerzitě v Brně, kde se stal se budovatelem Ústavu pro fyziologii rostlin a prvním ekofyziologem. Roku 1928 byl iniciátorem Výstavy soudobé kultury v Brně, kde organizoval expozici vědy a školství. V letech 1934 a 1938 pracoval jako vědecký redaktor v Lidových novinách, kde vyšlo 1 139 jeho článků ze světa vědy, ekologické úvahy, národopisné články, eseje o rostlinách, o poslání inteligence, o životě a jeho smyslu. V letech 1945–1946 byl děkanem Přírodovědecké fakulty Masarykovy univerzity.
Úlehla je také autorem řady knih, např. „Zamyšlení nad životem“, „Za oponou života“, „Život vesmírný“, „Záhada smrti“. V Brně bydlel na adrese Preslova 23. Je pohřben na Ústředním hřbitově v Brně, skupina H5/hrob č. 94.
S první manželkou Martou Pospíšilovou (1901–1977), kterou si vzal v roce 1921, měl syna Jiřího (1924–2009). Druhé manželství s Marynou Hradilovou (1903–1981) bylo bezdětné. 
V Brně-Líšni nese od roku 1998 jedna z ulice jeho jméno.

## Dílo

### Spisy
- O vývoji, rozmnožování a rodozměně u rostlin – Plzeň: A. Batěk, 1908
- Pharbitis hispida choisy: několik poznámek k životopisu ovíjivé rostliny – Brno: vlastním nákladem, 1922
- Přírodopis pro měšťanské školy: třetí a čtvrtý stupeň: Říše živočišná, lidské tělo, říše rostlinná a nerostná – upravili Josef Groulík, Josef Úlehla a Vladimír Úlehla. Olomouc: Romuald Promberger, 1927
- Zamyšlení nad životem: dnešní stav základního problému biologického – Praha: Život a práce, 1939
- Za oponou života: domněnky o podstatě života. Díl první, Život v mysli primitivní a starověké – Praha: Život a práce, 1940
- Rok s rostlinami – obrázky kreslila Marta Úlehlová. Praha: Česká grafická unie, 1941
- Život vesmírný: domněnky o původu života. První díl – Praha: Život a práce, 1944
- Jan Evangelista Purkyně a jeho přínos pro anatomii a fysiologii rostlin [rukopis] – Brno: 1945
- Záhada smrti: úvaha biologova – Praha: Alois Svoboda, 1945
- Napojme prameny: o utrpení našich lesů – s doslovem A. Zlatníka. Praha: Život a práce, 1947

### Překlady
- Elixíry života: o hormonech a vitaminech – Heinz Graupner. Praha: Čin, 1940
- Technika života – Alexander Niklitschek. Praha: Čin, 1941